# Taru Valjakka

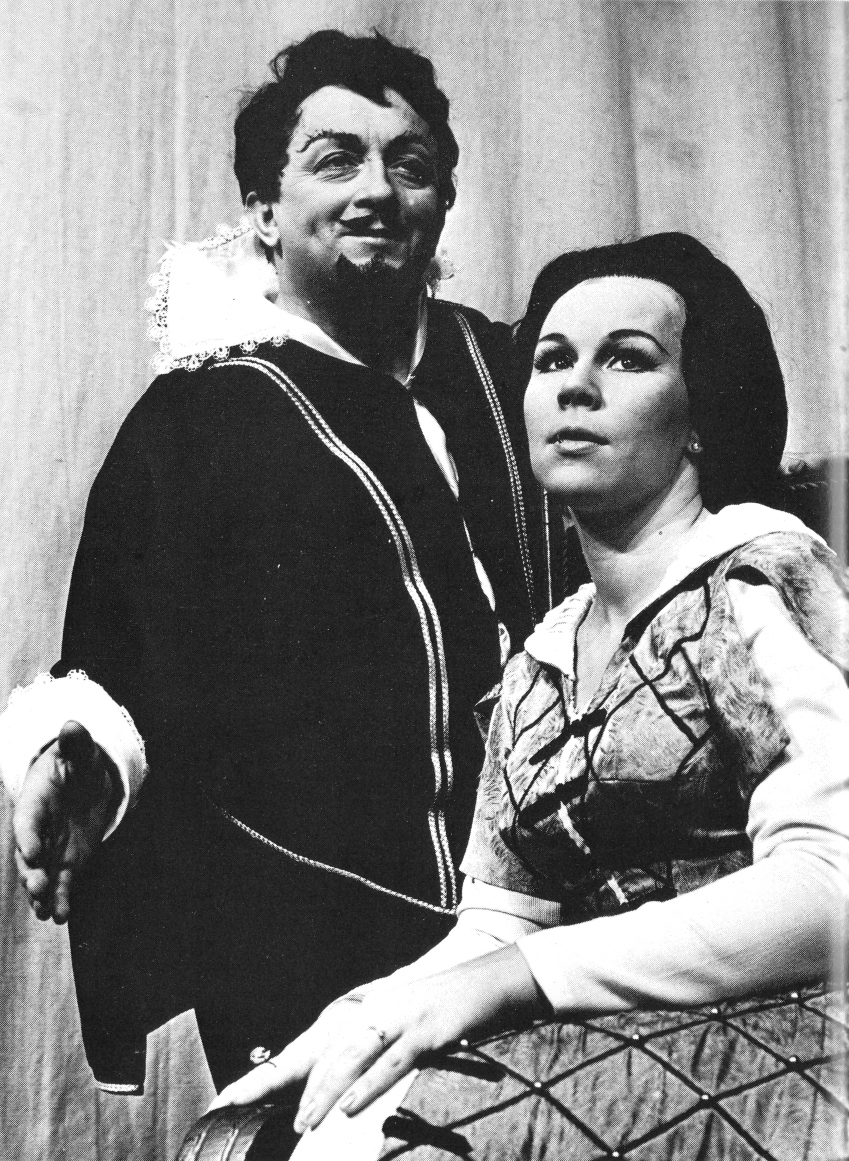
Taru Valjakka en 1964.

Taru Valjakka (Taru Aura Helena Kumpunen) es una soprano finlandesa nacida el 16 de septiembre de 1938 en Helsinki, Finlandia.
Maestra de coros y de música en primer término, estudió con Antti Koskinen, Gerald Moore, Erik Werba y Conchita Badia debutando como Donna Anna en Helsinki en 1964. Miembro del ensemble de esa casa lírica ha actuado también en Budapest, Praga, Oslo, Berlín, Kiel, Savonlinna, Metropolitan Opera, Teatro Colón (Buenos Aires) en 1987 como Senta. 
Se destacó particularmente como la Condesa (Figaro), Fiordiligi (Così fan tutte), Pamina ( Zauberflöte), Mélisande, Leonore, Desdemona , Ariadne auf Naxos, Senta y en óperas de compositores finlandeses.